# Usman Santi
Usman Santi (Westerbork, 23 augustus 1954) is een Nederlands advocaat en voormalig politicus namens de PvdA.
Na zijn rechtenstudie aan de Rijksuniversiteit Utrecht werd Santi in 1979 eigenaar van een advocatenkantoor te Waalwijk. In diezelfde plaats was hij vanaf 1992 lid van de gemeenteraad, waar hij ook fractievoorzitter voor zijn partij was.
In 1998 verliet hij de gemeentelijke politiek om lid te worden van de Tweede Kamer. Hij hield zich in de Tweede Kamer vooral bezig met justitie en sociale zaken. Nadat zijn partij bij de Tweede Kamerverkiezingen van 2002 een groot verlies leed, keerde hij niet terug in de Kamer.
Na zijn carrière in de landelijke politiek werd hij in juni 2008 in zijn woonplaats Waalwijk wethouder van onder meer ouderenbeleid, integratie en minderheden, jeugd- en jongerenwerk, werk en inkomen, WMO, woonzorgzones en pluswijken. Hij vervulde deze functie tot april 2010.
- Parlement.com: vg09llk6o101